# Puerto Ricó-i lombgébics
A Puerto Ricó-i lombgébics (Vireo latimeri) a madarak osztályának verébalakúak (Passeriformes) rendjébe és a lombgébicsfélék (Vireonidae) családja tartozó faj.

## Rendszerezése
A fajt Spencer Fullerton Baird amerikai ornitológus írta le 1866-ban.

## Előfordulása
Puerto Rico területén honos. A természetes élőhelye szubtrópusi és trópusi síkvidéki és hegyi esőerdők, mangroveerdők, cserjések és ültetvények. Állandó, nem vonuló faj.

## Megjelenése
Testhossza 12,5 centiméter, testtömege 10-15 gramm.

## Életmódja
Főként rovarokkal táplálkozik, de apró gyümölcsöket is fogyaszt.

## Természetvédelmi helyzete
A Természetvédelmi Világszövetség Vörös listáján nem fenyegetett kategóriában szerepel.

## Külső hivatkozások
- Képek az interneten a fajról
- Xeno-canto